# Pánuco, Veracruz
Pánuco är en ort i Mexiko.   Den ligger i kommunen Pánuco och delstaten Veracruz, i den östra delen av landet, 300 km norr om huvudstaden Mexico City. Pánuco ligger 16 meter över havet och antalet invånare är 35 316.
Terrängen runt Pánuco är mycket platt. Runt Pánuco är det ganska glesbefolkat, med 32 invånare per kvadratkilometer. Pánuco är det största samhället i trakten. Trakten runt Pánuco består till största delen av jordbruksmark.